# Cousinia austrojordanica
Cousinia austrojordanica là một loài thực vật có hoa trong họ Cúc. Loài này được F.G.Davies & Boulos mô tả khoa học đầu tiên năm 1977.